# Campeonato Capixaba de Futebol de 2022 - Série B
A Série B do Campeonato Capixaba de Futebol de 2022, organizada pela FES, foi a competição estadual de futebol realizada no Espírito Santo, equivalente a segunda divisão. Com início em 13 de agosto, o torneio reuniu 12 equipes.

## Regulamento
A fórmula de disputa será diferente dos anos anteriores, por conta do grande número de equipes participantes. Na primeira fase as equipes serão divididas em 2 grupos, contendo 6 equipes em cada grupo e jogando em 1 turno, onde os 4 primeiros colocados de cada grupo passaram para as quartas. No mata-mata as equipes jogarão jogos de ida e volta, assim definindo os finalistas que decidiram o campeonato em jogo único no Kleber Andrade além de serem promovidos para o Série A de 2023.

### Critérios de desempate
Os critérios de desempate serão aplicados na seguinte ordem para cada fase:
Primeira fase
1. Maior número de vitórias
2. Maior saldo de gols
3. Maior número de gols pró (marcados)
4. Confronto direto
5. Menor número de cartões vermelhos
6. Menor número de cartões amarelos
7. Sorteio

Quartas
1. Maior saldo de gols nos dois jogos
2. Melhor classificação na fase preliminar

Quartas
1. Maior saldo de gols nos dois jogos

Finais
1. Cobrança de pênaltis

## Participantes
| Rebaixados da Série A de 2021 |
| ----------------------------- |
| Pinheiros                     |
| São Mateus                    |

| Clube                                                      | Cidade      | Temporada 2021 | Estádio                            | Capacidade | Títulos (último)   |
| ---------------------------------------------------------- | ----------- | -------------- | ---------------------------------- | ---------- | ------------------ |
| Aster Brasil Futebol Clube                                 | Vitória     | 7°             | Kleber Andrade                     | 50 000     | 0 (não possui)     |
| Clube Atlético Itapemirim                                  | Itapemirim  | 3º             | Estádio do Sumaré                  | 6 000      | 0 (não possui)     |
| Sport Club Capixaba                                        | Vargem Alta | 8º             | Estádio Almiro Ofranti             | 2 000      | 1 (em 1995)        |
| Castelo Futebol Clube                                      | Castelo     | 4°             | Estádio Emílio Nemer               | 2 000      | 1 (em 1988)        |
| Grêmio Esportivo Laranjeiras                               | Serra       | 10°            | Estádio Robertão                   | 2 000      | 0 (não possui)     |
| Associação Jaguaré Esporte Clube                           | Jaguaré     | Não participou | Estádio Conilon                    | 5 000      | 0 (não possui)     |
| Linhares Futebol Clube                                     | Linhares    | Não participou | Sernamby                           | 4 500      | 0 (não possui)     |
| Pinheiros Futebol Clube                                    | Pinheiros   | 10º (Série A)  | Estádio João Soares de Moura Filho | 1 500      | 0 (não possui)     |
| Porto Vitória Futebol Clube                                | Vitória     | 5°             | Kleber Andrade                     | 50 000     | 0 (não possui)     |
| Centro Esportivo Recreativo Associação Atlética São Mateus | São Mateus  | 9º (Série A)   | Sernamby                           | 4 500      | 2 (último em 2011) |
| Sport Clube Brasil Capixaba Ltda                           | Serra       | 9º             | Gil Bernardes                      | 1 000      | 1 (em 2014)        |
| Esporte Clube Tupy                                         | Vila Velha  | Não participou | Engenheiro Araripe[c]              | 7 700      | 1 (em 2001)        |

## Primeira fase

### Classificação

#### Primeira rodada
| 13 de agosto | Pinheiros-ES                         | 2 − 2 | Capixaba               | João Soares de Moura Filho                                                   |
| 15:00        | Fabricio 14' (p) · Yhago Richard 93' |       | Correia 8' · Reinã 25' | Público: 76 pessoas Renda: R$ 690,00 Árbitro: Lucas da Silva Rodrigues (FES) |

| 13 de agosto | Atlético Itapemirim                   | 3 − 0 | Tupy | José Olívio Soares                                                            |
| 15:00        | Carlinhos 8' · Rael 28' · Jefinho 30' |       |      | Público: 66 pessoas Renda: R$ 530,00 Árbitro: Gilvan Lázaro de Oliveira (FES) |

| 13 de agosto | Sport-ES | 0 − 1 | Castelo     | Kleber Andrade                                                                              |
| 15:00        |          |       | Nicolas 96' | Público: 98 pessoas Renda: R$ 1.010,00 Árbitro: Ghabriel Alcantara da Silva Guimaraes (FES) |

| 13 de agosto | Grêmio Laranjeiras                | 2 − 2 | Aster Brasil                        | Emilio Nemer                                                                    |
| 15:00        | Alan 17' · Gabriel Rufino 23' (p) |       | Felipe Kieza 51' · Pedrinho 65' (p) | Público: 27 pessoas Renda: R$ 230,00 Árbitro: Rafael Lourenço de Oliveira (FES) |

| 14 de agosto | Jaguaré                                  | 4 − 0 | São Mateus | Conilon                                                                          |
| 15:00        | Gianlucas 22', 47' · João Paulo 25', 41' |       |            | Público: 1,116 pessoas Renda: R$ 11.320,00 Árbitro: Wendel Loureiro Cabral (FES) |

| 15 de agosto | Linhares | 0 − 4 | Porto Vitória                                           | Conilon                                                                       |
| 19:00        |          |       | Rodriguinho 12', 73' (p) · Edinho 70' · Raphael 86' (p) | Público: 95 pessoas Renda: R$ 850,00 Árbitro: Jorge Alberto Gomes Knaak (FES) |

#### Segunda rodada
| 19 de agosto | Castelo | 1 − 1 | Atlético Itapemirim | Emilio Nemer                                                                  |
| 19:00        | Buá 81' |       | Dudu 55'            | Público: 221 pessoas Renda: R$ 2.730,00 Árbitro: Wendel Loureiro Cabral (FES) |

| 20 de agosto | Tupy            | 1 − 3 | Grêmio Laranjeiras                                                | Gil Bernardes                                                                             |
| 15:00        | João Victor 03' |       | Daniel Felipe 18' (p) · Matheus Henrique 57' · Gabriel Rufino 95' | Público: 37 pessoas Renda: R$ 330,00 Árbitro: Ghabriel Alcantara da Silva Guimaraes (FES) |

| 20 de agosto | Porto Vitória                                                | 4 − 0 | Pinheiros-ES | Engenheiro Araripe                                                                     |
| 15:00        | Anderson Silva 44' · Edinho 46', 73' · Jonata Pé de Rato 63' |       |              | Público: 72 pessoas Renda: R$ 380,00 Árbitro: Francisco Cassio Rodrigues Martins (FES) |

| 20 de agosto | São Mateus                   | 2 − 1 | Linhares       | João Soares de Moura Filho                                                      |
| 15:00        | Ednei Karatchuk 02', 94' (p) |       | Carlos Piu 47' | Público: 22 pessoas Renda: R$ 260,00 Árbitro: Rafael Lourenço de Oliveira (FES) |

| 21 de agosto | Capixaba        | 1 − 2 | Jaguaré                       | Engenheiro Araripe                                                |
| 15:00        | Waschington 46' |       | Rafael Olioza 27' · Eliel 38' | Público: 88 pessoas Renda: R$ 655,00 Árbitro: Fabiano Alves (FES) |

| 21 de agosto | Aster Brasil | 0 − 1 | Sport-ES  | Gil Bernardes                                                                |
| 15:00        |              |       | Kevin 64' | Público: 38 pessoas Renda: R$ 310,00 Árbitro: Lucas da Silva Rodrigues (FES) |

#### Terceira rodada
| 26 de agosto | Castelo      | 1 − 0 | Tupy | Emilio Nemer                                                                      |
| 19:00        | Petróleo 20' |       |      | Público: 166 pessoas Renda: R$ 1.875 pessoas Árbitro: Alex Eder de Mendonça (FES) |

| 27 de agosto | São Mateus | 0 − 5 | Porto Vitória                                           | João Soares de Moura Filho                                                     |
| 15:00        |            |       | Luquinhas 15', 37' · Edinho 44', 66' · Thiago Ramos 90' | Público: 41 pessoas Renda: R$ 350,00 Árbitro: Rafael de Souza Guijansque (FES) |

| 27 de agosto | Atlético Itapemirim             | 3 − 0 | Aster Brasil | José Olívio Soares                                                       |
| 15:00        | Rael 01', 70' (p) · Bismark 62' |       |              | Público: 66 pessoas Renda: R$ 470,00 Árbitro: Alerrandro Mota Dias (FES) |

| 27 de agosto | Sport-ES                                                     | 4 − 1 | Grêmio Laranjeiras | Kleber Andrade                                                                       |
| 15:00        | Alan 33' · Erlon Correa 48', 97' (p) · Gabriel Gonçalves 78' |       | Tiaguinho 39'      | Público: 26 pessoas Renda: R$ 220,00 Árbitro: Marcos Antonio Temporim de Souza (FES) |

| 27 de agosto | Jaguaré | 0 − 1 | Pinheiros-ES      | Conilon                                                                       |
| 18:30        |         |       | Yhago Richard 53' | Público: 850 pessoas Renda: R$ 8.000,00 Árbitro: Elder Biancardi Galvão (FES) |

| 29 de agosto | Linhares | 0 − 0 | Capixaba | Conilon                                                                     |
| 19:00        |          |       |          | Público: 24 pessoas Renda: R$ 240,00 Árbitro: Reginaldo Batista Gomes (FES) |

#### Quarta rodada
| 03 de setembro | Pinheiros-ES | 0 − 0 | Linhares | João Soares de Moura Filho                                                       |
| 15:00          |              |       |          | Público: 122 pessoas Renda: R$ 1.140,00 Árbitro: Gilvan Lázaro de Oliveira (FES) |

| 03 de setembro | Aster Brasil                                       | 3 − 1 | Castelo             | Kleber Andrade                                                                  |
| 15:00          | Gustavo Trindade 35' (p) · Galo 54' · Marcinho 93' |       | Matheus Tavares 58' | Público: 64 pessoas Renda: R$ 770,00 Árbitro: Rafael Lourenço de Oliveira (FES) |

| 03 de setembro | Sport-ES         | 1 − 1 | Tupy           | Gil Bernardes                                                      |
| 15:00          | Erlon Correa 60' |       | Jean de Sá 87' | Público: 41 pessoas Renda: R$ 370,00 Árbitro: Abraão Pereira (FES) |

| 03 de setembro | Jaguaré | 0 − 0 | Porto Vitória | Conilon                                                                       |
| 18:30          |         |       |               | Público: 681 pessoas Renda: R$ 6.310,00 Árbitro: Wendel Loureiro Cabral (FES) |

| 04 de setembro | Grêmio Laranjeiras | 0 − 1 | Atlético Itapemirim | Antônio Osório Pereira                                                             |
| 15:00          |                    |       | Rael 68' (p)        | Público: 154 pessoas Renda: R$ 1.520,00 Árbitro: Vanessa de Souza Guijansque (FES) |

| 04 de setembro | Capixaba       | 1 − 1 | São Mateus | Gil Bernardes                                                                             |
| 15:00          | Waschington 8' |       | Gullyt 57' | Público: 69 pessoas Renda: R$ 810,00 Árbitro: Ghabriel Alcântara da Silva Guimarães (FES) |

#### Quinta rodada
| 10 de setembro | Linhares | 0 − 2 | Jaguaré                                | Conilon                                                                      |
| 15:00          |          |       | Ramires Alves 29' (p) · João Paulo 50' | Público: 374 pessoas Renda: R$ 3.270,00 Árbitro: Alex Eder de Mendonça (FES) |

| 10 de setembro | Porto Vitória    | 1 − 1 | Capixaba         | Kleber Andrade                                                                |
| 15:00          | Carlos Vitor 81' |       | Caio Martins 70' | Público: 107 pessoas Renda: R$ 770,00 Árbitro: Lucas da Silva Rodrigues (FES) |

| 10 de setembro | São Mateus      | 2 − 1 | Pinheiros-ES | João Soares de Moura Filho                                                             |
| 15:00          | Twian 39' · 95' |       | Rannieri 62' | Público: 59 pessoas Renda: R$ 310,00 Árbitro: Francisco Cassio Rodrigues Martins (FES) |

| 10 de setembro | Atlético Itapemirim                                         | 4 − 3 | Sport-ES                           | José Olívio Soares                                                         |
| 15:00          | Carlinhos 23' · João Moura 27' · Rael 56' · Igor Santos 60' |       | Kevin 5' · Pinote 61' · Matson 94' | Público: 59 pessoas Renda: R$ 450,00 Árbitro: Elder Biancardi Galvão (FES) |

| 10 de setembro | Tupy             | 1 − 1 | Aster Brasil     | Gil Bernardes                                                                  |
| 15:00          | Arthur Jesus 17' |       | Lucas Chaves 18' | Público: 31 pessoas Renda: R$ 300,00 Árbitro: Rafael de Souza Guijansque (FES) |

| 10 de setembro | Castelo | 0 − 2 | Grêmio Laranjeiras                | Emilio Nemer                                                       |
| 15:00          |         |       | Alan 7' · Gabriel Rufino 100' (p) | Público: 108 pessoas Renda: R$ 900,00 Árbitro: Fabiano Alves (FES) |

## Fase Final
Em itálico os clubes que possuem o mando de campo no primeiro jogo. Em negrito, os classificados.
|  | Quartas-de-final    | Quartas-de-final    | Quartas-de-final    | Quartas-de-final    |   |                     | Semifinais         | Semifinais         | Semifinais         | Semifinais         |  |  | Final         | Final         | Final         | Final         |
|  | 16 a 25 de setembro | 16 a 25 de setembro | 16 a 25 de setembro | 16 a 25 de setembro |   |                     | 01 a 09 de outubro | 01 a 09 de outubro | 01 a 09 de outubro | 01 a 09 de outubro |  |  | 15 de outubro | 15 de outubro | 15 de outubro | 15 de outubro |
|  |                     |                     |                     |                     |   |                     |                    |                    |                    |                    |  |  |               |               |               |               |
|  | Porto Vitória       | 2                   | 2                   | 4                   |   |                     |                    |                    |                    |                    |  |  |               |               |               |               |
|  | Castelo             | 0                   | 1                   | 1                   |   |                     |                    |                    |                    |                    |  |  |               |               |               |               |
|  | Castelo             | 0                   | 1                   | 1                   |   | Porto Vitória       | 3                  | 2                  | 5                  |                    |  |  |               |               |               |               |
|  |                     |                     |                     |                     |   | Porto Vitória       | 3                  | 2                  | 5                  |                    |  |  |               |               |               |               |
|  |                     | São Mateus          | 1                   | 0                   | 1 |                     |                    |                    |                    |                    |  |  |               |               |               |               |
|  | Sport-ES            | São Mateus          | 1                   | 0                   | 1 | 1                   | 2                  | 3 (2)              |                    |                    |  |  |               |               |               |               |
|  | Sport-ES            |                     |                     |                     |   | 1                   | 2                  | 3 (2)              |                    |                    |  |  |               |               |               |               |
|  | São Mateus          | 0                   | 3                   | 3 (4)               |   |                     |                    |                    |                    |                    |  |  |               |               |               |               |
|  |                     |                     |                     |                     |   |                     |                    |                    |                    |                    |  |  | Porto Vitória | 2             |               |               |
|  |                     |                     | Atlético Itapemirim | 3                   |   |                     |                    |                    |                    |                    |  |  |               |               |               |               |
|  | Atlético Itapemirim | 2                   | 3                   | 5                   |   |                     |                    |                    |                    |                    |  |  |               |               |               |               |
|  | Pinheiros-ES        | 0                   | 1                   | 1                   |   |                     |                    |                    |                    |                    |  |  |               |               |               |               |
|  | Pinheiros-ES        | 0                   | 1                   | 1                   |   | Atlético Itapemirim | 0                  | 2                  | 2                  |                    |  |  |               |               |               |               |
|  |                     |                     |                     |                     |   | Atlético Itapemirim | 0                  | 2                  | 2                  |                    |  |  |               |               |               |               |
|  |                     | Jaguaré             | 0                   | 0                   | 0 |                     |                    |                    |                    |                    |  |  |               |               |               |               |
|  | Jaguaré             | Jaguaré             | 0                   | 0                   | 0 | 4                   | 1                  | 5                  |                    |                    |  |  |               |               |               |               |
|  | Jaguaré             |                     |                     |                     |   | 4                   | 1                  | 5                  |                    |                    |  |  |               |               |               |               |
|  | Grêmio Laranjeiras  | 0                   | 0                   | 0                   |   |                     |                    |                    |                    |                    |  |  |               |               |               |               |

## Premiação
| Campeonato Capixaba de 2022             |
| --------------------------------------- |
| Atlético Itapemirim Campeão (1º título) |

## Estatísticas
| Gols | Jogador         | Equipe              |
| ---- | --------------- | ------------------- |
| 10   | Rael            | Atlético Itapemirim |
| 9    | Edinho          | Porto Vitória       |
| 7    | Rodriguinho     | Porto Vitória       |
| 5    | Ednei Karatchuk | São Mateus          |
| 4    | Gianlucas       | Jaguaré             |
| 4    | Erlon           | Sport-ES            |
| 4    | Kevin           | Sport-ES            |

| Total | Jogador      | Equipe              |
| ----- | ------------ | ------------------- |
| 3     | Alemão       | Atlético Itapemirim |
| 3     | Igor Santos  | Atlético Itapemirim |
| 3     | Buá          | Castelo             |
| 3     | Carlos Vitor | Porto Vitória       |
| 3     | Edinho       | Porto Vitória       |
| 3     | Thainler     | Porto Vitória       |